# Tufão Rusa
O tufão Rusa foi o tufão mais poderoso a atingir a Coreia do Sul em 43 anos. Foi a 21ª depressão tropical nomeado pelo JTWC, a 15ª tempestade nomeada e o 10º tufão da temporada de tufões de 2002 no Pacífico. Desenvolveu-se em 22 de agosto do vale das monções no noroeste do Oceano Pacífico, bem a sudeste do Japão. Por vários dias, Rusa mudou-se para o noroeste, eventualmente se intensificando em um poderoso tufão. Em 26 de agosto, a tempestade atravessou as Ilhas Amami do Japão, onde Rusa deixou 20.000 pessoas sem energia e causou duas mortes. Em todo o Japão, o tufão deixou cair chuvas torrenciais com pico de 902 mm na Prefeitura de Tokushima.
Depois de enfraquecer ligeiramente, Rusa atingiu a costa em Goheung, Coreia do Sul com ventos de 140 km/h (10 minutos sustentado). Foi capaz de manter grande parte de sua intensidade devido ao ar quente e à instabilidade de uma frente fria próxima. Rusa enfraqueceu enquanto se movia pelo país, deixando cair chuvas fortes que atingiram 897,5 mm em Gangneung. Um total de 880 mm em 24 horas na cidade bateu o recorde de maior precipitação diária do país; no entanto, as chuvas mais intensas foram localizadas. Mais de 17.000 casas foram danificadas e grandes áreas de campos de cultivo foram inundadas. Na Coreia do Sul, Rusa matou pelo menos 233 pessoas, tornando-se o tufão mais mortal lá em mais de 43 anos, e causou $ 4,2 bilhões em prejuízos. O tufão também causou fortes chuvas na vizinha Coreia do Norte, deixando 26,000 pessoas desabrigadas e matando três. Rusa também destruiu grandes áreas de plantações no país já afetadas pela fome em curso. O tufão mais tarde se tornou extratropical sobre o leste da Rússia em 1 de setembro, dissipando-se três dias depois.

## História meteorológica
A depressão das monções gerou uma depressão tropical em 22 de agosto ao norte do Atol de Bikini e ao sudoeste da Ilha Wake. Deslocou-se para oeste-noroeste, movimento que manteria durante grande parte de sua duração. No início de 23 de agosto, intensificou-se na Tempestade Tropical Rusa, cerca de 1 800 km a leste de Guam. às 18:00 UTC em 25 de agosto, a Agência Meteorológica do Japão (JMA)  classificou Rusa como um tufão enquanto o sistema estava a nordeste das Ilhas Marianas do Norte. No dia seguinte, a agência estimou que o tufão atingiu ventos máximos de 150 km/h (10 minuto sustentado). Na mesma época, o Joint Typhoon Warning Center (JTWC) estimou ventos máximos de 215 km/h (1 minuto sustentado).
No pico de intensidade, Rusa atingiu a ilha japonesa de Amami Ōshima. Depois de manter os ventos de pico por cerca de 12 horas, Rusa enfraqueceu ligeiramente enquanto continuava a oeste-noroeste, mas em 28 de agosto o JMA voltou a reportar que o tufão atingiu ventos de 150 km/h (10 minutos sustentados). Apesar das previsões de que iria enfraquecer, Rusa manteve a sua intensidade ao passar ao sul do Japão, devido ao cisalhamento mínimo do vento e temperaturas quentes da superfície do mar de até 29 °C. O tufão voltou a enfraquecer ligeiramente em 29 de agosto ao passar entre as Ilhas Amami e o Japão. A partir daí, Rusa virou para o norte em direção à Península da Coreia. O ar quente e úmido soprou pela península antes da tempestade, o que impediu um enfraquecimento significativo, e uma frente fria que se aproximava contribuiu para a instabilidade atmosférica. Por volta das 08:00 UTC em 31 de agosto, Rusa atingiu a costa de Goheung, Coreia do Sul, com ventos de 140 km/h (10 minutos sustentados). De acordo com o JTWC, Rusa foi o tufão mais poderoso a atingir o país desde 1959. O tufão enfraqueceu rapidamente ao cruzar o país, deteriorando-se em uma depressão tropical no início de 1 de setembro. Naquela época, a JTWC emitiu seu último comunicado sobre o sistema. A depressão virou para o nordeste e, depois de passar pelo Mar do Japão, Rusa tornou-se extratropical sobre Primorsky Krai, no Extremo Oriente da Rússia, no final de 1 de setembro. Os remanescentes extratropicais continuaram a nordeste e se dissiparam em 4 de setembro sobre a Península de Camecháteca.

## Preparativos e impacto

Tufão Rusa logo após seu pico de intensidade em 27 de agosto

Embora os danos tenham sido maiores na Coreia do Sul, o Tufão Rusa afetou primeiro o Japão. A ameaça da tempestade levou o governo de Okinawa a cancelar uma simulação de desastre para a ilha. Na ilha, o alto mar de Rusa deixou dois fuzileiros navais dos Estados Unidos desaparecidos; uma reportagem posterior incluiu os dois desaparecidos como fatalidades relacionadas à tempestade. Nas Ilhas Anami, Rusa destruiu seis casas, forçando 38 pessoas para evacuar. A tempestade deixou 20,000 pessoas sem energia e cancelou vários voos. Os ventos chegaram 104 km/h em Nomozaki, Nagasaki. Chuvas caíram por sete dias no país, chegando a 902 mm na Prefeitura de Tokushima. A maior precipitação caiu na província de Nara, onde uma estação relatou 84 mm em uma hora. Pelo menos 275 casas foram inundadas, e 137 casas foram danificadas. Durante sua passagem, Rusa feriu 12 pessoas, 4 a sério. O tufão também produziu chuva fraca e mar alto ao longo da costa de Taiwan.
Antes de Rusa afetar a Coreia do Sul, a Korea Meteorological Administration (KMA) emitiu alertas de alto mar em 29 de agosto. Os aeroportos foram fechados na parte sul do país, e as barragens liberaram água para evitar inundações excessivas. O Tufão Rusa afetou grande parte da Coreia do Sul com chuvas e ventos fortes. A ilha de Jeju, na costa sul do país, registrou 660 mm de chuva, produzindo inundações repentinas que inundaram carros. Na ilha, ventos fortes derrubaram árvores e deixaram 60.000 pessoas sem energia. Todas as escolas primárias e secundárias da ilha foram fechadas e os residentes ficaram presos depois que as autoridades interromperam o serviço de balsas e companhias aéreas. No continente sul-coreano, os ventos chegaram a 180 km/h. Altas quantidades de chuva foram relatadas na província de Jeju e ao longo da costa sul do país, embora a chuva mais forte tenha sido registrada apenas em uma pequena região. Em Gangneung, localizado na porção leste do país, fortes tempestades se desenvolveram devido à alta instabilidade resultante do ar úmido do leste interagindo com as montanhas Taebaek, produzindo grandes quantidades de precipitação. A cidade registrou o maior total de chuvas do país, com 897,5 mm, dos quais 880 mm foi observado em um dia. O total representou 62% da precipitação média anual de Gangneung e se tornou a maior precipitação diária da história do país, superando o recorde anterior estabelecido em 1981 em 300 mm. No interior da Coreia do Sul, as taxas de chuva foram consideradas um evento de 1 em 200 anos.

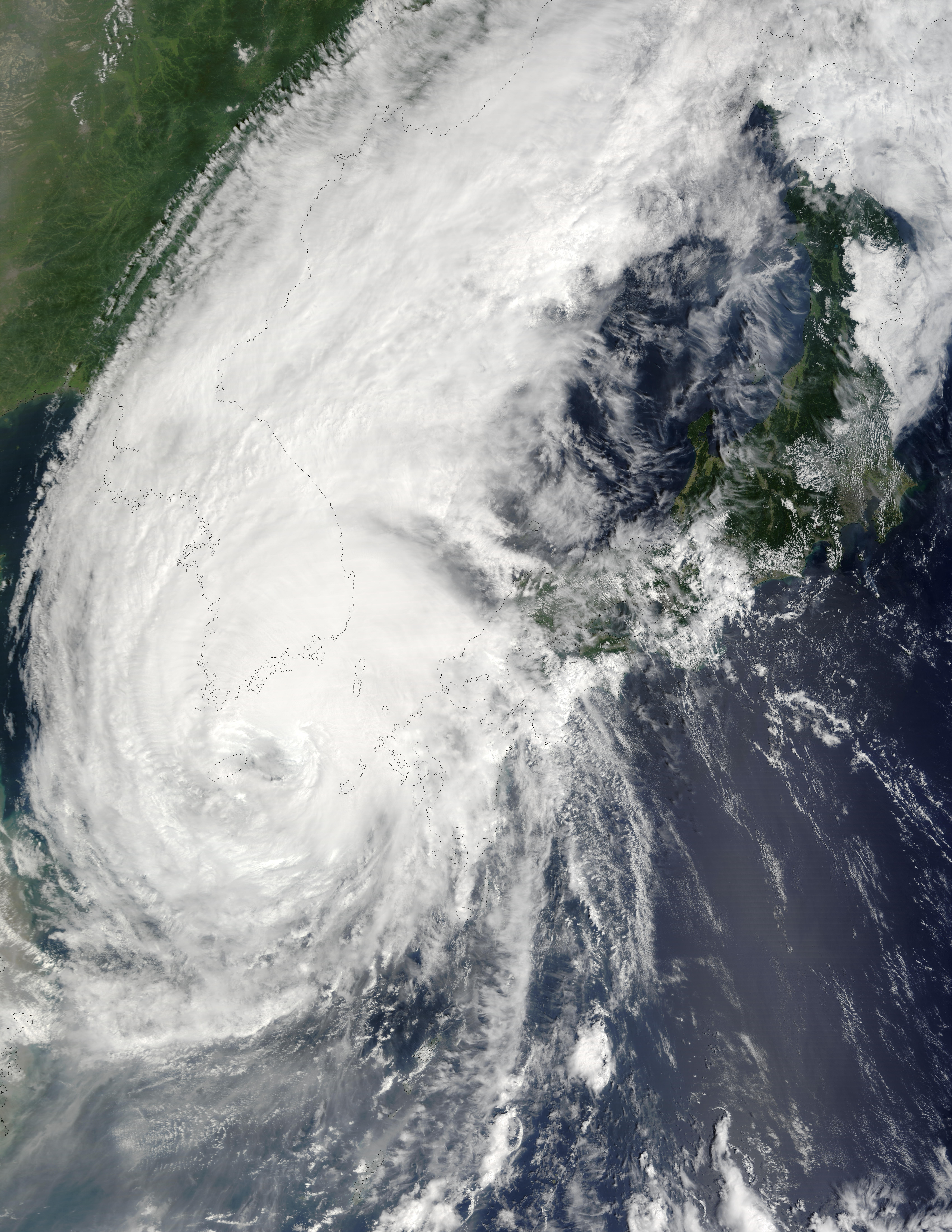
Tufão Rusa se aproximando da Coreia do Sul em 31 de agosto

Danos na Coreia do Sul foram estimados em $ 4,2 bilhões (₩5,15 trilhões de KRW ). Os danos foram maiores em Gangneung, onde cerca de 36,000 casas e 622 edifícios militares foram inundados. Na base aérea de Gangneung, as inundações submergiram 16 caças a jato. Ao longo da costa, ventos fortes danificaram 640 barcos e cerca de 200,000 edifícios marinhos, e 265 edifícios industriais também foram danificados. As fortes chuvas causaram deslizamentos de terra no país, um dos quais cobriu dez carros em Gangneung. As inundações e os deslizamentos de terra interromperam a infraestrutura do país; a tempestade destruiu 274 pontes e estradas e trilhos danificados em 164 localizações. Rusa matou 300,000 bovinos e inundou 85,000 ha de campos de cultivo, representando 6% das terras agrícolas do país, afetando principalmente frutas e vegetais. A tempestade fez com que o torneio de golfe Vana H Cup KBC Augusta terminasse mais cedo, e um estádio a ser usado para os Jogos Asiáticos de 2002 foi danificado. Em todo o país, 88,625 pessoas foram forçadas a evacuar devido ao tufão, e 17.046 casas foram danificadas. Ventos fortes esquerda 1,25 milhões de pessoas depois de derrubar 24.000 linhas de energia. havia 213 mortes no país, e outras 33 estavam desaparecidos e presumivelmente mortos; Isso fez de Rusa o tufão mais mortal do país em mais de 43 anos.
Na vizinha Coreia do Norte, Rusa produziu ventos de 72 km/h e fortes chuvas atingindo 700 mm nas áreas montanhosas da província de Kangwon; chuvas totalizaram 530 mm no condado de Kosong. As chuvas causaram inundações repentinas e aumentaram o escoamento superficial. Isso ocorreu cerca de um mês depois que chuvas igualmente fortes causaram danos graves no país. As chuvas de Rusa danificaram e inundaram milhares de casas e muitos prédios públicos, e destruíram 86,000 toneladas de campos de cultivo; o último foi mais significativo devido às condições de fome em curso no país. Os danos foram maiores na província de Kangwon, e o tufão afetou quatro províncias e uma cidade administrativa. Mais de 26.000 as pessoas ficaram desabrigadas no país, embora o aviso prévio permitisse evacuações. Rusa interrompeu o transporte destruindo 25 km de estradas e 24 pontes; no entanto, a maior parte do dano foi isolada em uma pequena região. Houve três mortes na Coreia do Norte.
O tufão também afetou o Extremo Oriente russo. Na ilha de Sacalina, os remanescentes de Rusa tiveram chuvas fortes, o equivalente a dois meses de precipitação média. As chuvas inundaram 350 casas, mas não houve óbitos na região.

## Consequências
Após a tempestade, edifícios danificados poluíram rios na Coreia do Sul com produtos químicos e metais pesados. O país utilizou 30,000 soldados para ajudar na limpeza e reparação de danos causados pela tempestade. O presidente Kim Dae-jung autorizou o financiamento de emergência para ajuda em desastres. Grande parte de Gangneung perdeu energia e água; como resultado, suprimentos de socorro foram enviados aos cidadãos afetados. Dez dias depois que Rusa atingiu o país, as linhas de energia foram restauradas e o transporte voltou ao normal. Após um apelo a outros residentes no país, o capítulo da Cruz Vermelha da Coreia do Sul recebeu $ 49 milhões em doações (₩58 bilhões de won), principalmente da porção noroeste do país. A agência forneceu 50,680 refeições para 16,919 famílias, bem como roupas e utensílios de cozinha. Moradores do país arrecadaram cerca de US$ 60 milhões (₩72,1 bilhões de won) em socorro a desastres, o maior total para um desastre no país. A Cruz Vermelha chinesa enviou $ 20.000 para a Cruz Vermelha sul-coreana nas semanas após a tempestade. Em 13 de setembro, o governo sul-coreano declarou 203 cidades e condados como zonas de desastre, que deram direito a 8,714 famílias que sofreram danos causados por tempestades para receber empréstimos do governo. Os danos combinados da tempestade e as inundações que precederam a tempestade fizeram com que a economia do país se contraísse durante o terceiro trimestre de 2002. O ano fiscal de 2003 reportou US$ 300 milhões de défice para as companhias de seguros não vida, principalmente devido às perdas do tufão. Danos às safras de Rusa fizeram com que o preço do arroz subisse para os níveis mais altos desde 1980. No ano seguinte à tempestade, o governo sul-coreano trabalhou para reconstruir as estradas danificadas e forneceu pagamentos mensais de assistência às famílias que perderam suas casas. No entanto, muitos moradores permaneceram desabrigados e residiam em abrigos temporários. O Habitat for Humanity do país construiu 69 casas para vítimas de tempestades em 2003, embora isso fosse apenas para uma pequena parcela do número total de pessoas afetadas. Cerca de um ano após a passagem de Rusa, o Tufão Maemi também atingiu a Coreia do Sul com ventos mais fortes, causando $ 3,74 bilhões em danos e 117 mortes. O total de danos foi menor do que em Rusa, mas foi mais significativo nas áreas industriais.
Na Coreia do Norte, a Cruz Vermelha forneceu suprimentos de socorro aos residentes afetados pelas enchentes. O fundo internacional de ajuda a desastres da agência forneceu FR 75.000 (2002 CHF (US$ 50.000).. Soldados foram usados para auxiliar em missões de busca e salvamento e para reparar infraestruturas danificadas. Devido aos danos causados pela tempestade, a Cruz Vermelha na Coreia do Norte distribuiu mais de 2,1 milhões de pastilhas de purificação de água e mais de 11.000 recipientes de água. A agência também forneceu 32,753 cobertores e 4,931 unidades de cozinha. Após a tempestade, as pessoas desabrigadas pela tempestade buscaram abrigo com vizinhos ou em abrigos. Uma empresa de laticínios sul-coreana doou 42,000 latas de fórmula infantil para a Coreia do Norte.
O nome Rusa foi retirado após seu uso em 2002 e substituído por Nuri em 2004.